# Подгорцы (Киевская область)

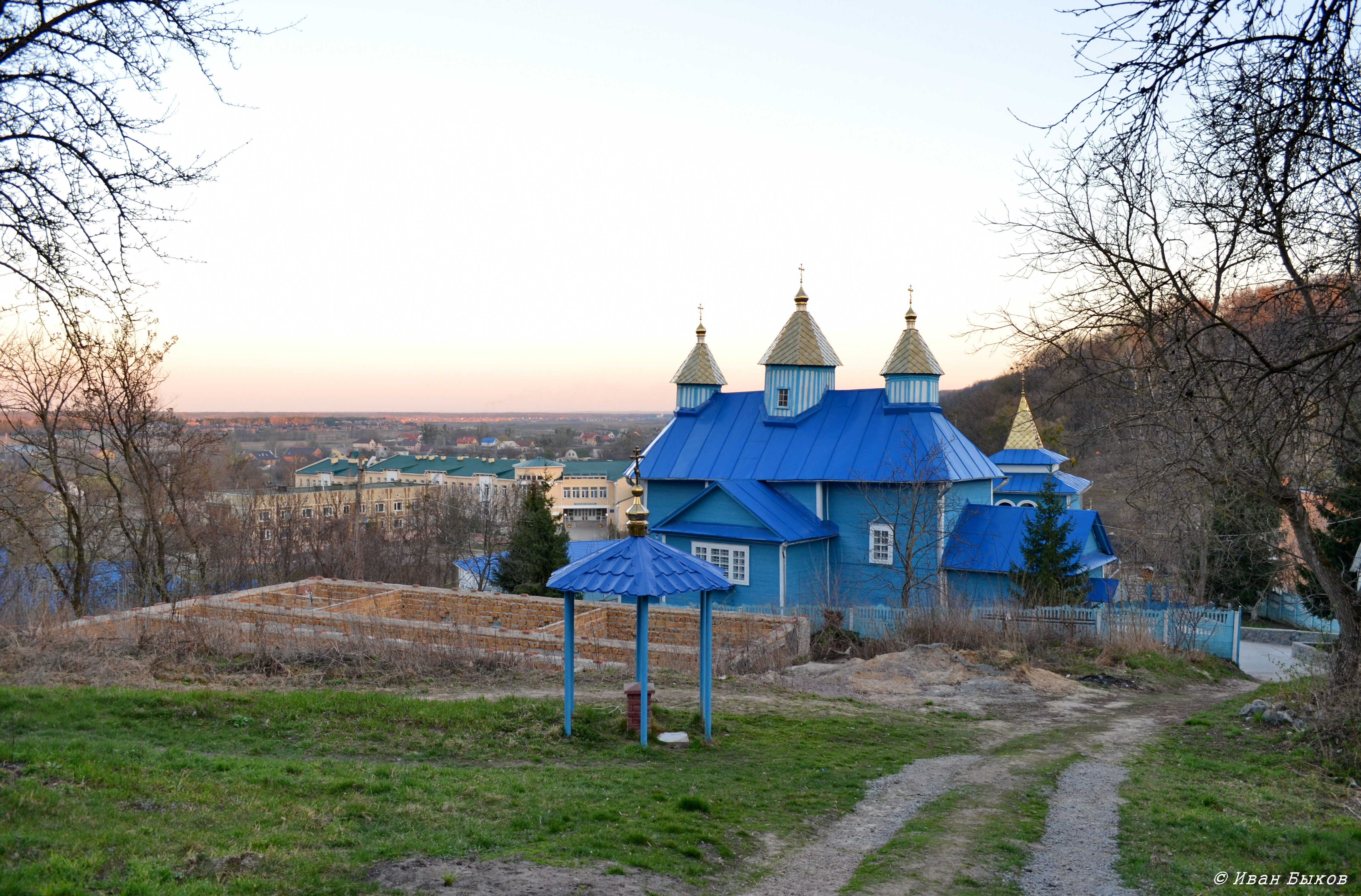
Михайловская церковь 1742 г.

Подго́рцы (укр. Підгірці) — село, входит в Обуховский район Киевской области Украины.
Население по переписи 2001 года составляло 485 человек. Почтовый индекс — 08710. Телефонный код — 4572. Занимает площадь 0,012 км². Код КОАТУУ — 3223186801.

## Местный совет
08710, Київська обл., Обухівський р-н, с. Підгірці, вул. Васильківська, 39